# Arpalice (figlia di Climeno)
Arpalice (in greco antico: Ἁρπαλύκη?, Harpalýkē) era figlia di Climeno e di Epicasta.
Del mito di Arpalice esistono però due versioni simili (per genitori e gesta) ma di discendenze familiari diverse e con finali diversi.

## Mitologia
Nella prima versione (di Igino), suo padre Climeno era il re di Arcadia e si innamorò di lei fino ad averne un rapporto incestuoso e quando il bambino nacque, lei lo uccise per poi servirlo al padre in un banchetto ma il padre, una volta scoperta la natura del cibo servitogli, la uccise. 

Di questa stessa versione esiste un finale diverso, secondo il quale Arpalice non uccise suo figlio ma un figlio di Climeno (suo fratello quindi) e che gli dèi la punirono trasformandola in un uccello, mentre Climeno s'impiccò.
Nella seconda versione (di Partenio di Nicea) il padre Climeno era figlio di Teleo di Argo ed Arpalice aveva due fratelli di nome Idas e Therager. 

Il padre, dopo averla promessa in sposa ad Alastore (discendente di Neleo) già in giovane eta, venendola crescere se ne innamorò fino a stringerne una relazione amorosa che durò qualche tempo ma poi, quando Alastore giunse per chederla in moglie e portarla via, Climeno la rapì riportandola indietro e costringendola a vivere con lui come sua moglie. 

Arpalice quindi, sconvolta dal trattamento ricevuto dal padre, uccise il fratello minore e lo servì a suo padre in banchetto e gli dei, per sue preghiere o per punizione la mutarono in un uccello, mentre Climeno si uccise.